# Enterprise (Schiff, 2027)
Die Enterprise, auch USS Enterprise (Kennung: CVN-80), ist ein im Bau befindlicher Flugzeugträger der Gerald-R.-Ford-Klasse der United States Navy.

## Namensgebung
Am 1. Dezember 2012 kündigte der US-amerikanische Marinestaatssekretär Ray Mabus an, dass mit der dritten Einheit der Gerald-R.-Ford-Klasse wieder ein Flugzeugträger den Namen Enterprise tragen soll. Dass ein nuklear angetriebener US-Flugzeugträger nicht zu Ehren einer Person benannt wird, gab es bislang nur bei der Namensvorgängerin Enterprise (CVN-65) (2012 deaktiviert). Als Flugzeugträger mit diesem Namen gab es zudem noch die 1958 verschrottete Enterprise (CV-6), das höchstdekorierte Schiff der US Navy im Zweiten Weltkrieg. Die CVN-80 wird somit der dritte Enterprise benannte Träger und das insgesamt neunte Schiff der US Navy mit dem Namen Enterprise.

## Bau
Der Träger wird von der Werftengruppe Huntington Ingalls Industries-Newport News Shipbuilding in Newport News, Virginia, gebaut. Der Bau begann am 21. August 2017. Die Enterprise wurde am 27. August 2022 auf Kiel gelegt, nachdem das Dock der Trockendockbauphase durch den zweiten Gerald-R.-Ford-Träger, die John F. Kennedy, frei gemacht wurde. Im Zuge des Baus wurde ein Stahlteil der Namensvorgängerin, Enterprise, eingeschmolzen und als Kielplatte für die CVN-80 wiederverwendet.
Die Enterprise soll die Dwight D. Eisenhower ersetzen.
Im November 2024 schwamm der Rumpf erstmals im Trockendock auf.